# Прва лига Србије у одбојци
Прва лига Србије у одбојци је други степен лигашких одбојкашких такмичења у Србији. Лига је формирана 2006. године, након распада заједничке државе Србије и Црне Горе. Тренутно лига броји 14 клубова.

## Победници свих првенстава
| Сезона   | Бр. клуб. | Првак                       | Другопласирани                  | Изв.                 |
| 2006/07. | 10        | ВГСК, Велико Градиште       | Борац, Старчево                 | [ 1 ] [ 2 ]          |
| 2007/08. | 10        | Борац, Старчево             | Смедерево, Смедерево            | [ 3 ] [ 4 ]          |
| 2008/09. | 10        | Спартак, Љиг                | Про Тент, Обреновац             | [ 5 ] [ 6 ]          |
| 2009/10. | 10        | Железничар, Београд         | Јединство, Стара Пазова         | [ 7 ] [ 8 ]          |
| 2010/11. | 12        | Клек Србијашуме, Клек       | Спартак, Суботица               | [ 9 ]                |
| 2011/12. | 12        | Спартак, Суботица           | Ђердап, Кладово                 | [ 10 ]               |
| 2012/13. | 12        | Јединство, Стара Пазова     | Нови Пазар, Нови Пазар          | [ 11 ]               |
| 2013/14. | 12        | Нови Пазар, Нови Пазар      | Инђија, Инђија                  | [ 12 ]               |
| 2014/15. | 12        | Ниш, Ниш                    | Клек Србијашуме, Клек           | [ 13 ]               |
| 2015/16. | 12        | Јединство, Стара Пазова (2) | Борац, Старчево                 | [ 14 ]               |
| 2016/17. | 12        | Млади радник, Пожаревац     | Спартак, Суботица               | [ 15 ]               |
| 2017/18. | 12        | ВА 014 Горење, Ваљево       | Партизан, Београд               | [ 16 ]               |
| 2018/19. | 12        | Рибница, Краљево            | Ниш, Ниш                        | [ 17 ]               |
| 2019/20. | 10        | Борац, Старчево (2)         | Спартак, Љиг                    | [ 18 ] [ 19 ] [ 20 ] |
| 2020/21. | 12        | Спартак, Љиг (2)            | Металац Таково, Горњи Милановац | [ 21 ]               |
| 2021/22. | 12        | Јединство, Стара Пазова (3) | Карађорђе, Топола               | [ 22 ]               |
| 2022/23. | 12        | Борац, Старчево (3)         | Ниш, Ниш                        | [ 23 ]               |
| 2023/24. | 12        | Дубочица, Лесковац          | Нови Пазар, Нови Пазар          | [ 24 ]               |
| 2024/25. | 14        | ВГСК, Велико Градиште (2)   | Нови Сад, Нови Сад              | [ 25 ]               |

## Клубови у сезони 2024/25.
- Багдала, Крушевац
- Борац, Старчево
- ВГСК, Велико Градиште
- Дунав волеј, Нови Сад
- Железничар, Београд
- Јагодина, Јагодина
- Клек Србијашуме, Клек
- Косовска Митровица, Косовска Митровица
- Лаки стар, Београд
- Нови Пазар, Нови Пазар
- Нови Сад Манекс, Нови Сад
- Словен, Рума
- Смедерево Царина, Смедерево
- Спартак, Љиг